# Alpine Skiweltmeisterschaften 1935
Die 5. Alpinen Skiweltmeisterschaften fanden vom 22. bis 25. Februar 1935 in Mürren in der Schweiz statt. Mürren war bereits zum zweiten Mal Veranstaltungsort. Zu seiner Zeit wurden die Wettkämpfe als FIS-Meisterschaften oder einfach FIS-Rennen bezeichnet, erst ab 1937 trugen die Veranstaltungen offiziell den Titel Weltmeisterschaften.

## Männer

### Abfahrt
| Platz | Sportler        | Land                   | Zeit       |
| ----- | --------------- | ---------------------- | ---------- |
| 1     | Franz Zingerle  | Österreich             | 3:30,4 min |
| 2     | Émile Allais    | Frankreich             | 3:30,8 min |
| 3     | Willy Steuri    | Schweiz                | 3:31,2 min |
| 4     | Birger Ruud     | Norwegen               | 3:32,2 min |
| 5     | Karl Graf       | Schweiz                | 3:32,4 min |
| 6     | Friedl Pfeifer  | Österreich             | 3:38,2 min |
| 7     | Friedl Wolfgang | Österreich             | 3:40,2 min |
| 8     | Xaver Kreisy    | Deutsches Reich        | 3:44,4 min |
| 9     | Toni Seelos     | Österreich             | 3:45,6 min |
| 10    | Peter Lunn      | Vereinigtes Königreich | 3:46,8 min |

Datum: Montag, 25. Februar 1935; Start: 12:30 Uhr MEZ
Strecke: Engetal-Schwendiboden; Länge: 3500 m, Höhenunterschied: 931 m
Teilnehmer: 48 gestartet; 44 gewertet; Teilnehmer aus 14 Ländern.

### Slalom
| Platz | Sportler         | Land            | Zeit       |
| ----- | ---------------- | --------------- | ---------- |
| 1     | Toni Seelos      | Österreich      | 1:46,1 min |
| 2     | David Zogg       | Schweiz         | 1:51,1 min |
| 3     | Friedl Pfeifer   | Österreich      | 1:53,0 min |
| 3     | François Vignole | Frankreich      | 1:53,0 min |
| 5     | Franz Pfnür      | Deutsches Reich | 1:53,9 min |
| 6     | Otto Furrer      | Schweiz         | 1:54,0 min |
| 7     | Émile Allais     | Frankreich      | 1:54,1 min |
| 8     | Birger Ruud      | Norwegen        | 1:55,1 min |
| 9     | Hans Kemser      | Deutsches Reich | 1:55,9 min |
| 10    | Leo Gasperl      | Österreich      | 1:56,1 min |

Datum:Sonntag, 24. Februar 1935; Start: 10:30 Uhr MEZ
Strecke: Allmendhubel; Kurssetzer: Walter Amstutz (Schweiz)
Teilnehmer: 48 gestartet; 44 gewertet; Teilnehmer aus 14 Ländern.

### Alpine Kombination
| Platz | Sportler        | Land            | Punkte |
| ----- | --------------- | --------------- | ------ |
| 1     | Toni Seelos     | Österreich      | 96,63  |
| 2     | Émile Allais    | Frankreich      | 96,35  |
| 3     | Birger Ruud     | Norwegen        | 95,66  |
| 4     | Friedl Pfeifer  | Österreich      | 95,15  |
| 5     | Karl Graf       | Schweiz         | 94,33  |
| 6     | Friedl Wolfgang | Österreich      | 93,29  |
| 7     | Otto Furrer     | Schweiz         | 92,39  |
| 8     | David Zogg      | Schweiz         | 92,15  |
| 9     | Johann Pfnür    | Deutsches Reich | 91,80  |
| 10    | Xaver Kreisy    | Deutsches Reich | 91,68  |

Datum:Sonntag, 24. und Montag, 25. Februar 1935;
Teilnehmer: 48 gestartet; 40 gewertet; Teilnehmer aus 14 Ländern.

## Frauen

### Abfahrt
| Platz | Sportler                            | Land                   | Zeit       |
| ----- | ----------------------------------- | ---------------------- | ---------- |
| 1     | Christl Cranz                       | Deutsches Reich        | 3:27,2 min |
| 2     | Hadwig Pfeifer-Lantschner           | Deutsches Reich        | 3:28,0 min |
| 3     | Anny Rüegg                          | Schweiz                | 3:31,2 min |
| 4     | Evelyn Pinching                     | Vereinigtes Königreich | 3:34,6 min |
| 5     | Käthe Grasegger                     | Deutsches Reich        | 3:36,0 min |
| 6     | Gratia Schimmelpenninck van der Oye | Niederlande            | 3:49,0 min |
| 7     | Elvira Osirnig                      | Schweiz                | 3:49,4 min |
| 8     | Lisa Resch                          | Deutsches Reich        | 3:50,2 min |
| 9     | Lois Butler                         | Vereinigtes Königreich | 3:53,0 min |
| 10    | Helen Boughton-Leigh                | Vereinigte Staaten     | 3:55,8 min |

Datum: Samstag, 23. Februar 1935, Start: 12:30 Uhr MEZ
Strecke: Allmendhubel-Sattel; Länge: 3000 m; Start
Teilnehmer: 33 gestartet; 31 gewertet; Teilnehmerinnen aus 8 Ländern.

### Slalom
| Platz | Sportler                  | Land                   | Zeit       |
| ----- | ------------------------- | ---------------------- | ---------- |
| 1     | Anny Rüegg                | Schweiz                | 2:23,2 min |
| 2     | Christl Cranz             | Deutsches Reich        | 2:25,5 min |
| 3     | Käthe Grasegger           | Deutsches Reich        | 2:26,7 min |
| 4     | Elvira Osirnig            | Schweiz                | 2:29,8 min |
| 5     | Evelyn Pinching           | Vereinigtes Königreich | 2:30,4 min |
| 6     | Rösli Streiff             | Schweiz                | 2:34,9 min |
| 7     | Turid Jespersen           | Norwegen               | 2:37,6 min |
| 8     | Hadwig Pfeifer-Lantschner | Deutsches Reich        | 2:39,2 min |
| 9     | Jeanette Kessler          | Vereinigtes Königreich | 2:40,0 min |
| 10    | Esmé MacKinnon            | Vereinigtes Königreich | 2:43,0 min |

Datum: Freitag, 22. Februar 1935
Strecke: Allmendhubel; Kurssetzer: Godi Michel (Schweiz)
Teilnehmer: 33 gestartet; 31 gewertet; Teilnehmerinnen aus 8 Ländern.

### Alpine Kombination
| Platz | Sportler                  | Land                   | Punkte |
| ----- | ------------------------- | ---------------------- | ------ |
| 1     | Christl Cranz             | Deutsches Reich        | 99,21  |
| 2     | Anny Rüegg                | Schweiz                | 99,04  |
| 3     | Käthe Grasegger           | Deutsches Reich        | 96,76  |
| 4     | Evelyn Pinching           | Vereinigtes Königreich | 95,87  |
| 5     | Hadwig Pfeifer-Lantschner | Deutsches Reich        | 94,78  |
| 6     | Elvira Osirnig            | Schweiz                | 92,95  |
| 7     | Helen Boughton-Leigh      | Vereinigte Staaten     | 86,14  |
| 8     | Lois Butler               | Vereinigtes Königreich | 86,04  |
| 9     | Liesl Schwartz            | Deutsches Reich        | 85,06  |
| 10    | Ellen Löri-Stiller        | Österreich             | 83,65  |

Datum: Freitag, 22. und Samstag, 23. Februar 1935
Teilnehmer: 33 gestartet; 29 gewertet; Teilnehmerinnen aus 8 Ländern.

## Medaillenspiegel
| Platz | Land            | Gold | Silber | Bronze | Gesamt |
| ----- | --------------- | ---- | ------ | ------ | ------ |
| 1     | Österreich      | 3    | 0      | 1      | 4      |
| 2     | Deutsches Reich | 2    | 2      | 2      | 6      |
| 3     | Schweiz         | 1    | 2      | 2      | 5      |
| 4     | Frankreich      | –    | 2      | 1      | 3      |
| 5     | Norwegen        | –    | –      | 1      | 1      |